# Schneller (Mondkrater)
Schneller ist ein Einschlagkrater auf der Mondrückseite. 
Der Krater Schneller liegt westlich vom riesigen Krater Fowler und nördlich von Cockcroft. Etwas näher finden sich Woltjer im Nordosten, Kulik im Osten, Evershed im Südosten, Krylov und Parsons im Südwesten sowie Ehrlich im Westen.
Der Kraterboden weist nur wenige Einschläge auf. Die Entstehungszeit fällt in die nektarische Periode.
Schneller hat vier Nebenkrater:
| Buchstabe | Position            | Durchmesser | Link |
| --------- | ------------------- | ----------- | ---- |
| G         | 40,51° N, 159,91° W | 19 km       |      |
| H         | 39,5° N, 160,47° W  | 39 km       |      |
| L         | 39,16° N, 162,72° W | 26 km       |      |
| S         | 40,68° N, 166,21° W | 35 km       |      |

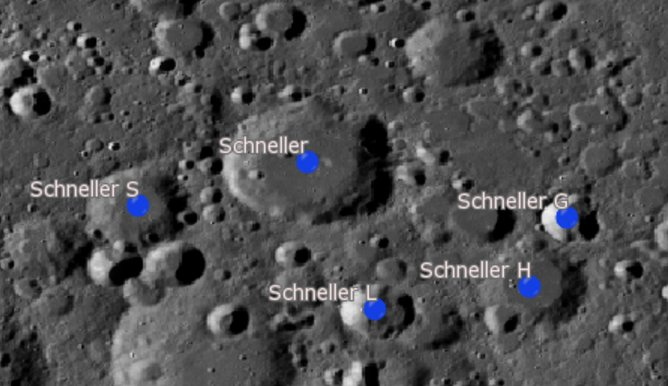
Schneller mit seinen Nebenkratern

Der Krater wurde 1970 von der IAU offiziell nach dem deutschen Astronomen Heribert Schneller benannt.